# Taisha jōseki
Taisha jōseki (en japonés 大斜定石) es el término para el más famoso de todos los joseki  (secuencia estandarizada de movimientos) en el juego de go. En la literatura de go se dice que tiene mil variaciones (大斜百変, literalmente 'centenares'), lo cual es solo una expresión, pues tiene muchas más, cientos de las cuales han sido documentadas en juegos de alto nivel, libros y artículos de revistas.
Taisha significa 'gran inclinación'.

## Historia
El taisha comenzó a ser jugado seriamente a principios del siglo diecinueve. A pesar de que por décadas de conocieron y estudiaron muchas de sus variaciones en privado aparece en muy pocos juegos importantes. (Dado que la formación de taisha también puede ocurrir cuando los blancos tienen un "pinza" como en la esquina superior, también se estudiaba en ese contexto). Entonces la década de 1840 las complejas variaciones que se desarrollan en una secuencia en particular comenzaron a ser exploradas. Estas secuencias dependen en factores externos (como las tácticas de escalera disponibles) y en algunos casos pueden llevar a difíciles luchas de ko y carreras de capturas. Fue entonces cuando este joseki ganó su reputación por complejidad que conserva hasta hoy, aunque desde la segunda mitad del siglo XX el nandare josekii ha surgido para rivalizarle.

## Uso actual
El taisha no se ajusta tan bien a estrategias iniciales modernas como el nadare, así que ya no es tan frecuente, pero al menos en el 2006 aún era visto en juegos de alto nivel. Uno de los principales exponentes de estrategias que lo usan es I Ishida Yoshio.

## Estrategia
Al jugar el taisha, las negras están se extendiendo la forma de su territorio. En el diagrama, una movida de las negras en b en vez de 3 es una movida normal de presión, pero un lugar más hacia el borde, en c, y se convierte en una pinza de un punto con propiedades mucho mejores y más balanceadas. Podría decirse que las negras están tratando de tener todo perfecto. Si las blancas no tratan de romper el gran avance inclinado de las negras este jugador suele tener un mejor resultado en esa parte del tablero.
Por eso el intento de las blancas de cortar a las negras está forzado por el deseo de no someterse y jugar pasivamente, por lo que surgirá (usualmente) una lucha acarrerada con grupos en el centro tratando de ganar posiciones. De hecho la premise de las estrategias que usan taisha en una esquina del tablero asumen que esas luchas ocurrirán, y tratan de prepararse para responder en uno de los lados.